# 7410 Kawazoe
7410 Kawazoe è un asteroide della fascia principale. Scoperto nel 1990, presenta un'orbita caratterizzata da un semiasse maggiore pari a 3,0109273 au e da un'eccentricità di 0,3808514, inclinata di 5,85408° rispetto all'eclittica.
L'asteroide è dedicato all'astronomo giapponese Akira Kawazoe.